# فيليبي دا كوستا
فيليبي دا كوستا هو لاعب كرة قدم برتغالي، ولد في 30 أغسطس 1984 في لشبونة في البرتغال. لعب مع إشتوريل برايا وبولتيهنيكا تيميسوارا وسبورتينغ براغا وسسكا صوفيا وليدز يونايتد وليفسكي صوفيا ونادي ريجيانا 1919 ونادي لاريسا وناسيونال ماديرا ويونيكوس.

## وصلات خارجية
- فيليبي دا كوستا على موقع قاعدة بيانات كرة القدم.إي يو (الإنجليزية)
- فيليبي دا كوستا على موقع Soccerbase.com (لاعب) (الإنجليزية)
- فيليبي دا كوستا على موقع Soccerway.com (الإنجليزية)
- فيليبي دا كوستا على موقع عالم كرة القدم.نت (الإنجليزية)